# Myxochlamys amphiloxa
Myxochlamys amphiloxa là một loài thực vật có hoa trong họ Gừng. Loài này được R. J. Searle mô tả khoa học đầu tiên năm 2010.

## Phân bố, môi trường sống
M. amphiloxa có trên đảo Borneo, tại tỉnh Trung Kalimantan, Indonesia.